# Peter Heintel
Peter Heintel (* 13. November 1940 in Wien; † 12. Juli 2018) war ein österreichischer Philosoph und Hochschullehrer für Philosophie und Gruppendynamik an der Alpen-Adria-Universität Klagenfurt, deren Rektor er von 1974 bis 1977 war.

## Leben
Heintel war von 1963 bis 1970 Assistent an der Universität Wien und habilitierte sich dort 1968 in Philosophie sowie 1973 in Gruppendynamik. Von 1974 bis 1977 war er Rektor der Hochschule für Bildungswissenschaften (später Universität für Bildungswissenschaften, heute Alpen-Adria-Universität Klagenfurt), von 2003 bis 2005 Vorsitzender des Senats der Universität. Nebenberuflich lehrte er an der FH Kärnten Mediation und Konfliktmanagement. Er emeritierte 2009. Heintel war Gründungsmitglied des Vereins zur Verzögerung der Zeit.
Heintel ist auf dem Friedhof im Ortsteil Pirk der Gemeinde Krumpendorf beigesetzt. Er war der Sohn des österreichischen Philosophen Erich Heintel.

## Auszeichnungen
- 1977: Großes Silbernes Ehrenzeichen für Verdienste um die Republik Österreich
- 1995: Österreichisches Ehrenkreuz für Wissenschaft und Kunst I. Klasse
- 2009: Ehrenring der Universität Klagenfurt zu seiner Emeritierung
- 2014: Großes Goldenes Ehrenzeichen des Landes Kärnten[5][6]

## Schriften
als Herausgeber
- mit Ludwig Nagl (Hrsg.): Zur Kantforschung der Gegenwart (= Wege der Forschung. Band 281). Wissenschaftliche Buchgesellschaft, Darmstadt 1981, ISBN 3-534-07008-9.
- mit Gerhard Falk und Ewald Krainz (Hrsg.): Handbuch Mediation und Konfliktmanagement. Wiesbaden 2005, ISBN 3-8100-3957-8.
- mit Larissa Krainer und Martina Ukowitz (Hrsg.): Beratung und Ethik – Praxis, Modelle, Dimensionen. Ulrich Leutner Verlag, Berlin 2006, ISBN 3-934391-29-X.
- betrifft:TEAM. Dynamische Prozesse in Gruppen. 2. Auflage. Wiesbaden 2008, ISBN 978-3-531-15112-0.

Monographien
- System und Ideologie. Der Austromarxismus im Spiegel der Philosophie Max Adlers (= Überlieferung und Aufgabe. 5). Oldenbourg, Wien u. a. 1967.
- mit Ewald Krainz: Projektmanagement. Eine Antwort auf die Hierarchiekrise? 4. Auflage. Wiesbaden 2001, ISBN 3-531-16260-8.

Artikel
- mit Erich Kitzmüller und Luise Gubitzer: Zukunft der Arbeit: die Debatte in Hernstein. Symposion 1995. IFF, Klagenfurt 1996.